# Violot
Violot – miejscowość i gmina we Francji, w regionie Grand Est, w departamencie Górna Marna.
Według danych na rok 2010 gminę zamieszkiwały 84 osoby, a gęstość zaludnienia wynosiła 20 osób/km².